# Ophiocreas oedipus
Ophiocreas oedipus är en ormstjärneart som beskrevs av George Richard Lyman 1879. Ophiocreas oedipus ingår i släktet Ophiocreas och familjen Asteroschematidae. Inga underarter finns listade i Catalogue of Life.